# Dal Shabet
Dal Shabet (hangul: 달샤벳, zapis stylizowany: Dal★Shabet) – południowokoreański zespół stworzony przez E-Tribe z wytwórni Happy Face Entertainment. Grupa składa się z sześciu członkiń: Serri, Ah Young, Jiyul, Gaeun Woohee i Subin. Dal Shabet zadebiutowały 4 stycznia 2011 roku z minialbumem Supa Dupa Diva.
11 stycznia 2012 roku zespół zdobył nagrodę „Best Newcomer Artist” podczas 26. Golden Disk Awards.

## Przed debiutem
W drugiej połowie 2010 roku, po koreańskich portalach zaczęły krążyć plotki, że E-Tribe, producenci za takich hitów jak „Gee” Girls’ Generation i „U-Go-Girl” Lee Hyori, planują utworzenie nowego girlsbandu. Producenci szybko zaprzeczyli pogłoskom. 9 grudnia 2010 roku, wytwórnia E-Tribe – Happy Face Entertainment, ogłosiła, że utworzą sześcioosobowy girlsband o nazwie Dal Shabet.

## Członkowie

### Obecne
- Serri (세리; Park Mi-yeon (박미연))
- Ah Young (아영; Cho Ja-young (조자영))
- Woohee (우희; Bae Woo-hee (배우희))
- Subin (수빈; Park Su-bin (박수빈))
- Kaeun (가은; Cho Kaeun (조가은))
- Jiyul (지율; Yang Jung-yoon (양정윤))

### Byłe
- Viki (비키; Gang Eun-hye (강은혜), obecnie Baek Da-eun (백다은))

## Dyskografia

### Albumy studyjne
| 2016 | Bang Bang - Wydany: 6 czerwca 2012 - Wytwórnia: Happy Face Entertainment - Format: CD, digital download | 7 | - KOR: 4775+ |

### Minialbumy
- Supa Dupa Diva (2011)
- Pink Rocket (2011)
- Bling Bling (2011)
- Hit U (2012)
- Have, Don't Have (2012)
- Be Ambitious (2013)
- B.B.B (2014)
- Joker Is Alive (2015)
- Naturalness (2016)
- FRI. SAT. SUN (2016)